# UEFA 유로 1984
1984년 UEFA 유럽 축구 선수권 대회(프랑스어: Championnat d'Europe de football 1984) 또는 UEFA 유로 1984(UEFA Euro 1984)는 프랑스에서 열린 7번째 UEFA 유럽 축구 선수권 대회이다. 본선은 1984년 6월 12일에서 6월 27일까지 진행되었다.
당시에는 8개 팀만이 본선에 출전할 수 있었고, 이 중 7개 팀은 예선전을 통과하여야 했다. 프랑스는 개최국 자격으로 이 대회에 자동 진출하였다. 프랑스는 주장이자 이 대회의 5경기에서 9골을 득점한 미셸 플라티니의 지도 하에, 파란 군단 (Les Bleus) 이 이 대회를 우승할 수 있도록 도왔고, 자국은 첫 국제 대회 우승을 차지했다.

## 개최지 선정
프랑스, 서독이 대회 유치를 신청했다. UEFA 집행위원회는 1981년 12월 10일에 열린 회의에서 프랑스를 UEFA 유로 1984 개최국으로 선정했다.

## 대회 요약

### 조별 리그
대회 개막전은 프랑스와 덴마크와의 경기였다. 양팀은 접전을 벌이다가 미셸 플라티니가 78분에 터뜨린 골로 프랑스가 1-0 승리를 차지하였다. 개막전에서 덴마크의 미드필더 알란 시몬센은 다리 골절로 대회를 조기에 마무리해야 했다. 이후, 플라티니는 벨기에와 유고슬라비아를 상대로 2경기 연속 해트트릭을 기록해 자국에 승리를 안겼고, 프랑스는 1조에서 최대한의 승점을 확보하였다. 덴마크는 벨기에와 유고슬라비아를 연파하고 조 2위를 차지하였으나, 벨기에는 승점 2점을 차지하는데 그쳐 3위에 머물렀다. 유고슬라비아는 대회를 승점 0점으로 마무리했으나, 개최국을 상대로 한 최종전에서 1-0 선제골로 전반전까지 앞서나가 간담을 서늘하게 하였고, 프랑스가 6분의 기간 동안 3-1로 역전할때까지 이 상태를 유지하였다. 1조에는 드물게도 고득점 경기가 많이 나왔고, 6경기에서만 무려 23골이 터졌다.
2조에서는 상대적으로 적은 득점이 터졌으나, 전 대회 우승팀 서독이 스페인과의 조별 리그 최종전에서 안토니오 마세다에 결승골을 헌납하여 0-1 충격패를 당해 준결승전에 오르지 못하는 이변이 발생하였다. 포르투갈은 루마니아전 막판에 결승골을 넣어, 스페인에 뒤를 이어 조 2위를 차지하였고, 루마니아는 승점 1점으로 조 최하위를 차지하였다.

### 준결승전과 결승전
프랑스와 포르투갈 간의 준결승 1차전은 유럽 선수권 대회 역사상 최고의 경기로 손꼽힌다. 장-프랑수아 도메르게가 포르투갈을 상대로 선제골을 넣었으나, 74분에 후이 주르당이 포르투갈의 동점골을 기록하였다. 승부는 연장전에 돌입하였고, 조르당이 98분에 다시 득점하면서 포르투갈이 의외로 앞서나가기 시작했으나, 프랑스는 도메르게가 경기 종료 6분을 남기고 동점을 만들었다. 경기가 승부차기를 향해 갈 무렵, 플라티니가 자신의 대회 8호골을 넣었고, 프랑스에 잊을 수 없는 3-2 승리를 선사하였다.
준결승 2차전 경기에는 스페인과 덴마크가 경합하였는데, 쇠렌 레르뷔의 선제골이 7분만에 터진 후 마세다가 1시간 뒤 동점을 만들었고, 연장전까지 이어진 대등한 경기 끝에 양팀은 1-1로 비겼다. 승패는 승부차기를 통해 가려졌고, 스페인의 5명의 주자가 모두 실수없이 마무리 해 1964년 이래 처음으로 대회 결승전에 진출하였다.
결승전은 만원 관중이 웅집한 파리의 파르크 데 프랭스에서 열렸다. 60분경, 플라티니가 찬 프리킥이 스페인의 수문장 루이스 아르코나다가 잘못 처리하면서 선제골이 되었다. 프랑스는 이봉 르 루가 퇴장당하면서 남은 시간동안 10명으로 뛰게 되었으나, 스페인은 동점골을 기록하는데 실패하고, 오히려 인저리 타임에 브뤼노 베욘에게 쐐기골을 얻어맞아 0-2로 완패하였다. 프랑스는 국제 주요 대회에서 첫 우승을 차지하였다.

## 예선
| 팀           | 본선 진출 경로 | 본선 진출 날짜   | 과거 출전 대회         |
| ------------ | -------------- | ---------------- | ---------------------- |
| 프랑스       | 개최국         | 1981년 12월 10일 | 1회 (1960)             |
| 벨기에       | 1조 1위        | 1983년 10월 12일 | 2회 (1972, 1980)       |
| 포르투갈     | 2조 1위        | 1983년 11월 1일  | 첫 출전                |
| 덴마크       | 3조 1위        | 1983년 11월 16일 | 1회 (1964)             |
| 서독         | 6조 1위        | 1983년 11월 20일 | 3회 (1972, 1976, 1980) |
| 루마니아     | 5조 1위        | 1983년 11월 30일 | 첫 출전                |
| 유고슬라비아 | 4조 1위        | 1983년 12월 21일 | 3회 (1960, 1968, 1976) |
| 스페인       | 7조 1위        | 1983년 12월 21일 | 2회 (1964, 1980)       |

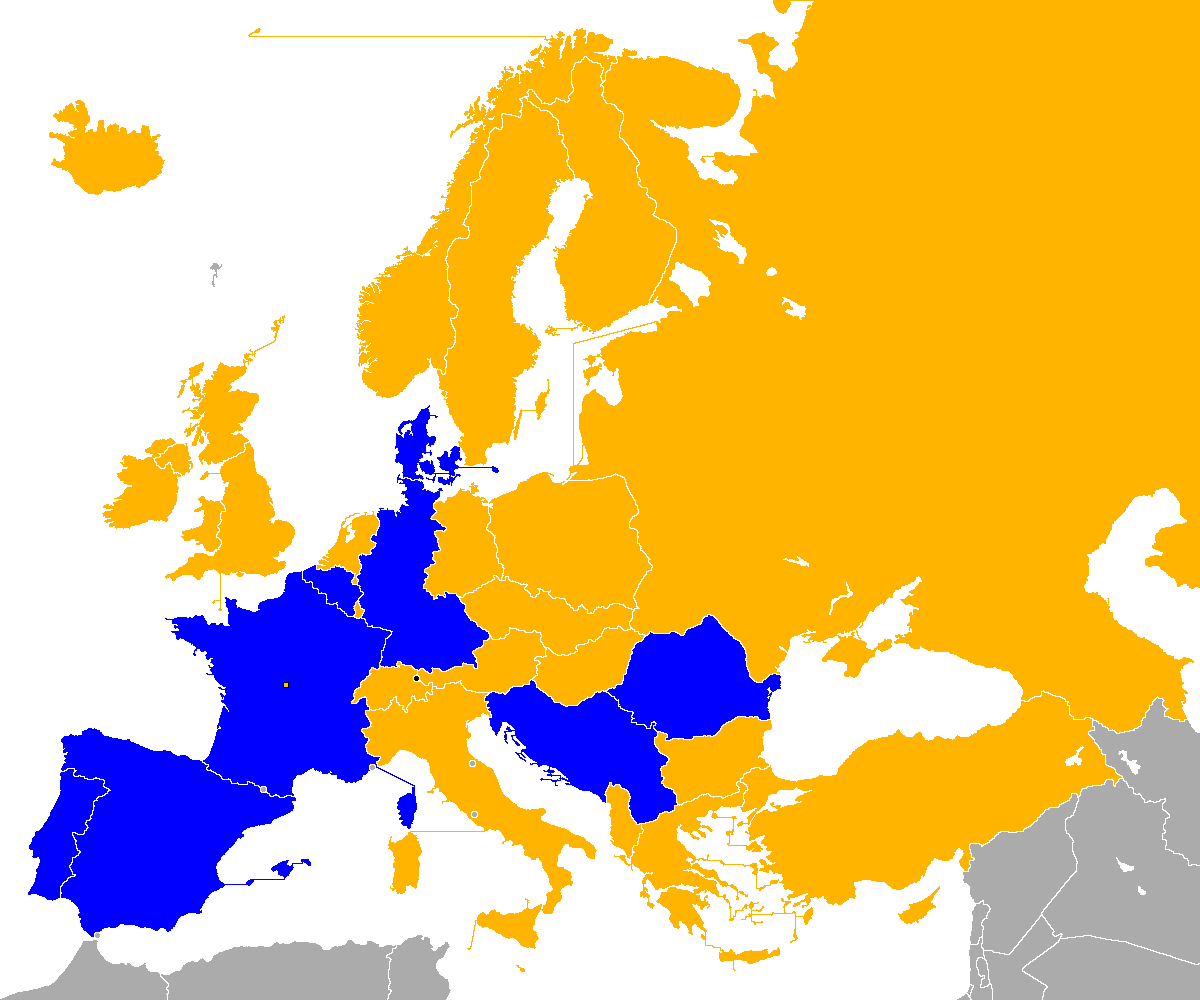
UEFA 유로 1984 본선 진출국

굵은 글씨는 우승한 대회를, 이탤릭체는 개최한 대회를 의미한다.

## 대회 조직

### 대회 형식
여러 방식의 대회 구조를 시험한 끝에, UEFA는 1984년에 향후의 모든 8개 팀이 치른 유럽 선수권 대회의 형식으로 사용될 형식을 도입하였다.
대회 본선에 진출한 8개 팀은 2개의 조로 나뉘어 서로를 라운드 로빈 형식으로 상대하였다. 각 조의 상위 2팀이 준결승전에 진출하였고, (1980년대에 없었으나 재도입되었다.) 준결승전에서 승리한 2개 팀이 결승전에 진출하였다. 3위 결정전은 불필요한 것으로 간주되어 폐지되었다. 당시에는 모든 대회와 마찬가지로 승리한 팀은 승점 2점밖에 챙기지 못하였고, 승점에서 동률을 이룬 두 팀은 상대 전적이 아닌 골득실로 순위가 갈렸고, 연장전에 서든 데스 제도가 아직 도입되지 않았었다.

### 개최 도시 및 경기장
대회 본선의 진출권을 따낸 프랑스는 대회를 7개의 경기장에서 개최하였다. 48,000석을 갖춘 파리의 파르크 데 프랭스는 개막전과 결승전을 열었다. 1972년에 지어진 이 경기장은 아직까지도 최첨단 시설을 자랑하였고, 1984년에 약간의 보수를 거쳤다. 마르세유의 스타드 벨로드롬은 55,000석으로 확장되어 조별 리그 몇경기와 준결승전 1경기를 개최하였고, 한때 프랑스의 최대 경기장이 되기도 하였다. 보수 작업을 통해 40,000석으로 확장된 리옹의 스타드 드 제를랑은 다른 준결승전 경기와 조별 리그 몇 경기를 주최하였다. 생테티엔의 스타드 조프루아 기샤르와 랑스의 스타드 펠릭스 볼라르는 조별 리그를 개최한 다른 경기장들로, 각각 53,000석과 49,000석으로 확장되었다. 그리고, 조별 리그 경기를 개최하기 위해 2개의 경기장이 신축되었는데, (이후 이 경기장들은 강한 지지를 받는 전통 강호들의 홈 경기장으로 값지게 사용되었다) 낭트의 스타드 드 라 보주아르 (53,000석)는 새 구역에 신축되었으나, 스트라스부르의 스타드 드 라 메노는 구 경기장의 자리에 40,000석의 경기장으로 신축되었다.
일정은 각 팀이 3차례의 조별 리그 경기를 3개의 다른 경기장에서 치르도록 혁신적인 방식으로 변경되었다. 예를 들어, 개최국 프랑스의 경우 조별 리그 경기를 파리, 낭트, 그리고 생테티엔에서 치렀다. 이 형식은 특정 도시의 주민들에게 더 많은 국가대표팀의 경기를 구경할 수 있게 배려했으나, 자신이 응원하는 국가대표팀은 따라가기 위해 도시간의 이동으로 여러 차례 또는 고액의 이동이 요구되었다. 이어지는 대회의 조직 위원회들은 기존의 일정 형식으로 되돌려 한 팀이 하나 혹은 두 개의 도시에서 경기를 치르도록 하였다.
| 파리                                                     | 마르세유                                                 | 리옹                   |
| -------------------------------------------------------- | -------------------------------------------------------- | ---------------------- |
| 파르크 데 프랭스                                         | 스타드 벨로드롬                                          | 스타드 드 제를랑       |
| 관중석: 48,360석                                         | 관중석: 55,000석                                         | 관중석: 51,860석       |
|                                                          |                                                          |                        |
| \| 랑스 파리 스트라스부르 낭트 리옹 생테티엔 마르세유 \| | \| 랑스 파리 스트라스부르 낭트 리옹 생테티엔 마르세유 \| | 생테티엔               |
| \| 랑스 파리 스트라스부르 낭트 리옹 생테티엔 마르세유 \| | \| 랑스 파리 스트라스부르 낭트 리옹 생테티엔 마르세유 \| | 스타드 조프루아 기샤르 |
| \| 랑스 파리 스트라스부르 낭트 리옹 생테티엔 마르세유 \| | \| 랑스 파리 스트라스부르 낭트 리옹 생테티엔 마르세유 \| | 관중석: 48,274석       |
| \| 랑스 파리 스트라스부르 낭트 리옹 생테티엔 마르세유 \| | \| 랑스 파리 스트라스부르 낭트 리옹 생테티엔 마르세유 \| |                        |
| 랑스                                                     | 낭트                                                     | 스트라스부르           |
| 스타드 펠릭스 볼라르                                     | 스타드 드 라 보주아르                                    | 스타드 드 라 메노      |
| 관중석: 49,000석                                         | 관중석: 52,923석                                         | 관중석: 42,756석       |
|                                                          |                                                          |                        |
| 랑스 파리 스트라스부르 낭트 리옹 생테티엔 마르세유       |                                                          |                        |

### 마스코트
대회 공식 마스코트는 수탉 페노(Peno) 로 개최국인 프랑스의 국가대표 문양으로 표시되는 국조이다. 등번호는 정면 왼편에 84로 나와있고, 당시 프랑스 국가대표팀 선수들과 동일한 복장인 청색 상의, 백색 하의, 적색 양말을 착용하고 있다.

### 대회 평가
소규모의 훌리건 관련건이 대회 기간 동안 보고되었다. 이는 스트라스부르에서의 서독-포르투갈 팬간의 소규모 갈등에서 그쳤다. 소규모 서독 훌리건 단체가 이 소행의 용의자로 체포되었고, 유로 대회 전에 프랑스 국회를 통과한 새 법안에 따라 서독으로 추방되었다. 전체적으로, 대회 조직은 흠 잡을 때 없었고, 이는 프랑스가 1998년 FIFA 월드컵 개최권을 획득하는데 큰 도움을 주었다.
대회 기간 동안 날씨는 대체적으로 훌륭하였고, 대회 기간 동안 수준 높은 경기와 함께 (UEFA 유로 1980과 대비되는 반가운 변화로는) 훌리건이 없어, 긍정적이고 흥미로운 대회를 이끌어냈다.

## 대회 주심
| - 네덜란드, 얀 케이저르 - 동독, 아돌프 프로코프 - 벨기에, 알렉시 포네 - 서독, 폴커 로트 - 소련, 로무알다스 유시카 - 스웨덴, 에리크 프레드리크손 - 스위스, 앙드레 다이나 | - 스코틀랜드, 밥 밸런타인 - 스페인, 아우구스토 라모 카스티요 - 오스트리아, 하인츠 판러 - 이탈리아, 파올로 베르가모 - 잉글랜드, 조지 코트니 - 체코슬로바키아, 보이테흐 흐리스토프 - 프랑스, 미셸 보트로 |

## 선수 명단
각 선수단은 20명의 선수들로 구성되었다.

## 조별 리그
각 조의 상위 2개국이 준결승전에 진출했고, 하위 2개국은 대회에서 탈락했다.
모든 시간은 CEST (UTC+02) 기준이다.

### 순위 결정 방식
2개국 이상이 조별 리그를 마치고 승점에서 동률일 경우 다음 순위 결정 규정에 따라 최종 순위가 결정되었다:
1. 전체 경기에서의 골득실
2. 전체 경기에서의 다득점
3. 추첨

### 1조
| 순위 | 팀           | 경기 | 승 | 무 | 패 | 득 | 실 | 차 | 승점 | 통과               |
| ---- | ------------ | ---- | -- | -- | -- | -- | -- | -- | ---- | ------------------ |
| 1    | 프랑스 (H)   | 3    | 3  | 0  | 0  | 9  | 2  | +7 | 6    | 결선 토너먼트 진출 |
| 2    | 덴마크       | 3    | 2  | 0  | 1  | 8  | 3  | +5 | 4    | 결선 토너먼트 진출 |
| 3    | 벨기에       | 3    | 1  | 0  | 2  | 4  | 8  | −4 | 2    |                    |
| 4    | 유고슬라비아 | 3    | 0  | 0  | 3  | 2  | 10 | −8 | 0    |                    |

| 1984년 6월 12일 |     |              |                            |
| 프랑스          | 1-0 | 덴마크       | 파리, 파르크 데 프랭스     |
| 1984년 6월 13일 |     |              |                            |
| 벨기에          | 2-0 | 유고슬라비아 | 랑스, 펠리스-볼라르        |
| 1984년 6월 16일 |     |              |                            |
| 프랑스          | 5-0 | 벨기에       | 낭트, 라 보주아르          |
| 덴마크          | 5-0 | 유고슬라비아 | 리옹, 제를랑               |
| 1984년 6월 19일 |     |              |                            |
| 프랑스          | 3-2 | 유고슬라비아 | 생-테티엔, 조프루아-기샤르 |
| 덴마크          | 3-2 | 벨기에       | 스트라스부르, 라 메노      |

### 2조
| 순위 | 팀       | 경기 | 승 | 무 | 패 | 득 | 실 | 차 | 승점 | 통과               |
| ---- | -------- | ---- | -- | -- | -- | -- | -- | -- | ---- | ------------------ |
| 1    | 스페인   | 3    | 1  | 2  | 0  | 3  | 2  | +1 | 4    | 결선 토너먼트 진출 |
| 2    | 포르투갈 | 3    | 1  | 2  | 0  | 2  | 1  | +1 | 4    | 결선 토너먼트 진출 |
| 3    | 서독     | 3    | 1  | 1  | 1  | 2  | 2  | 0  | 3    |                    |
| 4    | 루마니아 | 3    | 0  | 1  | 2  | 2  | 4  | −2 | 1    |                    |

| 1984년 6월 14일 |     |          |                            |
| 서독            | 0-0 | 포르투갈 | 스트라스부르, 라 메노      |
| 루마니아        | 1-1 | 스페인   | 생-테티엔, 조프루아-기샤르 |
| 1984년 6월 17일 |     |          |                            |
| 서독            | 2-1 | 루마니아 | 랑스, 펠리스-볼라르        |
| 포르투갈        | 1-1 | 스페인   | 마르세유, 벨로드롬         |
| 1984년 6월 20일 |     |          |                            |
| 서독            | 0-1 | 스페인   | 파리, 파르크 데 프랭스     |
| 포르투갈        | 1-0 | 루마니아 | 낭트, 라 보주아르          |

## 결선 토너먼트
|  | 준결승전            | 준결승전 |                 |       | 결승전 | 결승전 |
|  |                     |          |                 |       |        |        |
|  | 6월 23일 - 마르세유 |          |                 |       |        |        |
|  |                     |          |                 |       |        |        |
|  | 프랑스(연)          | 3        |                 |       |        |        |
|  | 프랑스(연)          | 3        | 6월 27일 - 파리 |       |        |        |
|  | 포르투갈            | 2        |                 |       |        |        |
|  | 포르투갈            | 2        | 프랑스          | 2     |        |        |
|  | 6월 24일 - 리옹     |          | 프랑스          | 2     |        |        |
|  |                     | 스페인   | 0               |       |        |        |
|  | 스페인(승)          | 스페인   | 0               | 1 (5) |        |        |
|  | 스페인(승)          |          |                 | 1 (5) |        |        |
|  | 덴마크              | 1 (4)    |                 |       |        |        |
|  | 덴마크              | 1 (4)    |                 |       |        |        |

- 이 대회를 기점으로 3위 결정전이 폐지되었다.

### 준결승전
| 프랑스                             | 3–2 (연장전) | 포르투갈        |
| ---------------------------------- | ------------ | --------------- |
| 도메르게 24′, 114′ · 플라티니 119′ | 리포트       | 주르당 74′, 98′ |

| 덴마크                                            | 1–1 (연장전) | 스페인                                             |
| ------------------------------------------------- | ------------ | -------------------------------------------------- |
| 레르뷔 7′                                         | 리포트       | 마세다 67′                                         |
| 승부차기                                          |              |                                                    |
| 브륄레 · J. 올센 · 라우드루프 · 레르뷔 · 엘키에르 | 4–5          | 산티야나 · 세뇨르 · 우르키아가 · 빅토르 · 사라비아 |

### 결승전
| 프랑스                  | 2–0    | 스페인 |
| ----------------------- | ------ | ------ |
| 플라티니 57′ · 베욘 90′ | 리포트 |        |

## 우승
| UEFA 유로 1984 우승 |
| ------------------- |
| 프랑스 1번째 우승   |

## 최종 순위

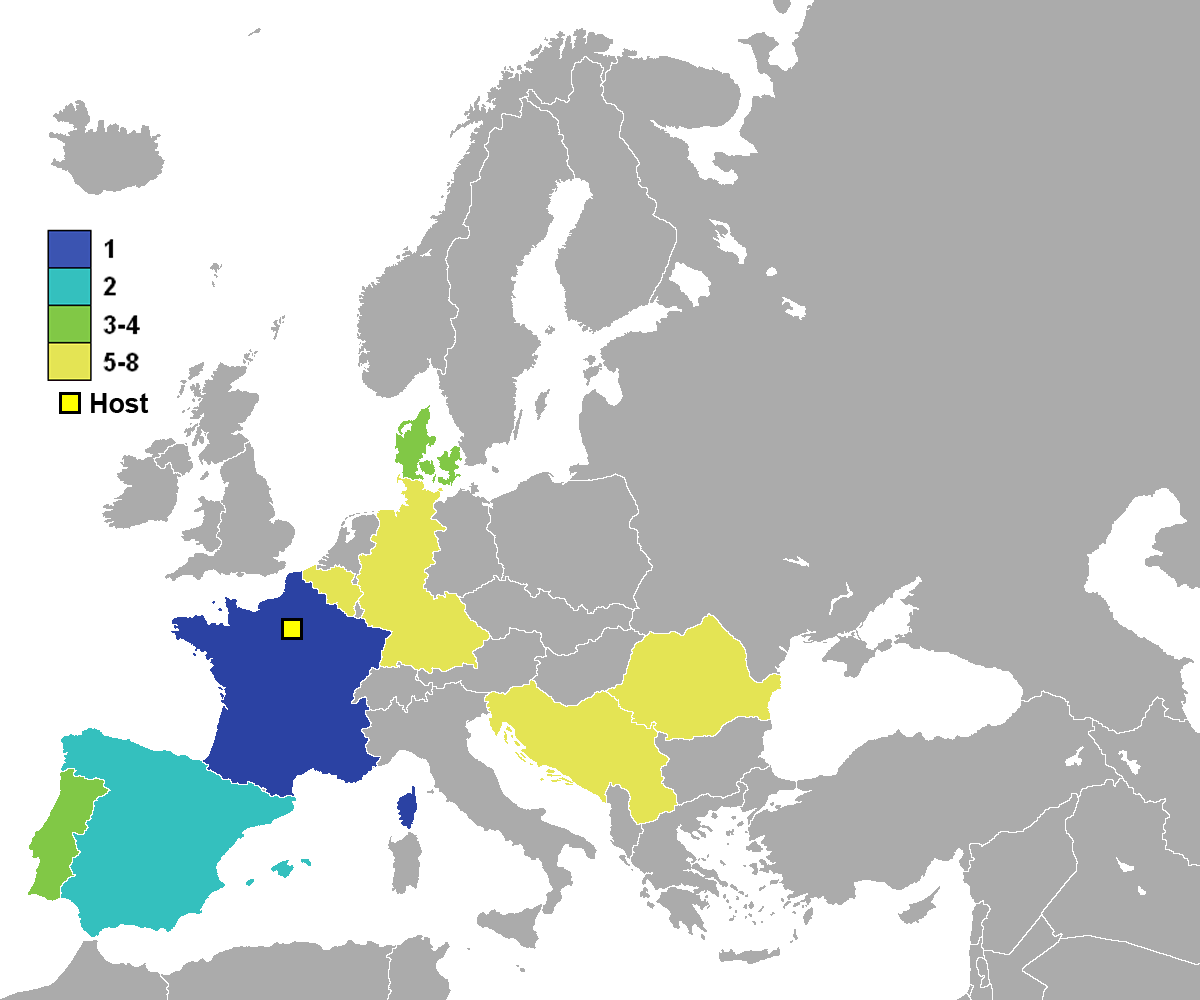
우승
준우승
4강
조별 리그

| 우승 준우승 | 4강 조별 리그 |

| 순위 | 팀           | 경기수 | 승 | 무 | 패 | 득 | 실 | 득실차 | 승점 |
| ---- | ------------ | ------ | -- | -- | -- | -- | -- | ------ | ---- |
| 1    | 프랑스       | 5      | 5  | 0  | 0  | 14 | 4  | +10    | 10   |
| 2    | 스페인       | 5      | 1  | 3  | 1  | 4  | 5  | -1     | 5    |
| 3    | 덴마크       | 4      | 2  | 1  | 1  | 9  | 4  | +5     | 5    |
| 4    | 포르투갈     | 4      | 1  | 2  | 1  | 4  | 4  | 0      | 4    |
| 5    | 서독         | 3      | 1  | 1  | 1  | 2  | 2  | 0      | 3    |
| 6    | 벨기에       | 3      | 1  | 0  | 2  | 4  | 8  | -4     | 2    |
| 7    | 루마니아     | 3      | 0  | 1  | 2  | 2  | 4  | -2     | 1    |
| 8    | 유고슬라비아 | 3      | 0  | 0  | 3  | 2  | 10 | -8     | 0    |

## 통계

### 최단 시간 득점
- 3분 - 미셸 플라티니 (벨기에전)

### 득점 기록
9골을 기록한 미셸 플라티니는 이 대회 최다 득점자이다. 이 대회에서 26명의 선수들이 15번의 경기에서 41골을 터뜨렸고, 1경기당 2.73골이 기록되었다. 여기에서 자책골은 단 한골도 기록되지 않았다.
| 9골 - 미셸 플라티니 3골 - 프랑크 아르네센 2골 - 프레벤 엘키에르 - 루디 푈러 - 안토니오 마세다 - 후이 주르당 - 장-프랑수아 도메르게 | 1골 - 욘 라우리센 - 쇠렌 레르뷔 - 클라우스 베르그렌 - 케네트 브륄레 - 라슬로 뵐뢰니 - 마르첼 코라슈 - 조르주 그륀 - 얀 쾰레만스 - 프랑키 베르코테랑 | - 에르빈 판던베르흐 - 산티야나 - 프란시스코 호세 카라스코 - 밀로시 셰스티치 - 드라간 스토이코비치 - 네네 - 안토니우 소자 - 브뤼노 베욘 - 알랭 지레스 - 루이스 페르난데스 |

### 수상
UEFA 대회의 팀
| 골키퍼        | 수비수             | 미드필더        | 공격수    |
| 하랄트 슈마허 | 주앙 핀투          | 페르난두 샬라나 | 루디 푈러 |
|               | 칼-하인츠 푀어슈터 | 알랭 지레스     |           |
|               | 모르텐 올센        | 장 티가나       |           |
|               | 안드레아스 브레메  | 프랑크 아르네센 |           |
|               |                    | 미셸 플라티니   |           |